# Chiniquodontidae
De Chiniquodontidae zijn een familie van cynodonten uit het tijdvak Trias. Fossiele resten van de chiniquodonten zijn gevonden in Europa, Afrika en met name Zuid-Amerika.
In 1935 benoemde Friedrich von Huene een familie Chiniquodontidae.

## Indeling
De familie Chiniquodontidae omvat vijf geslachten:  
- Aleodon
- Belesodon
- Chiniquodon
- Gaumia
- Probelesodon